# Microctenidium leveilleanum
Microctenidium leveilleanum är en bladmossart som beskrevs av Fleischer 1923. Microctenidium leveilleanum ingår i släktet Microctenidium och familjen Hypnaceae. Inga underarter finns listade i Catalogue of Life.